# Paloma Picasso
Anne Paloma Ruiz-Picasso y Gilot (n. 19 aprilie 1949, Vallauris, Franța) este un designer de bijuterii și femeie de afaceri franceză de origine spaniolă, cunoscută pentru colaborarea sa cu Tiffany & Co., și pentru parfumurile ce îi poartă numele. Este fiica artistului Pablo Picasso și a pictoriței Françoise Gilot.
Paloma Picasso este reprezentată în multe dintre lucrările tatălui ei, cum ar fi Paloma cu o portocală și Paloma în albastru.

## Copilărie
Este fiica artistului Pablo Ruiz Picasso și a pictoriței și scriitoarei franceze Françoise Gilot. Ceilalți frați ai săi sunt Claude, Paulo și Maya Picasso. Mai are o soră vitregă, Aurelia (n. 1956), din căsătoria mamei sale cu artistul Luc Simon.
Numele Paloma este asociat cu simbolul pe care tatăl ei l-a proiectat pentru Congresul Mondial al Partizanilor pentru Pace, care a avut loc la Paris în același an în care s-a născut, și care poate fi regăsit în multe dintre lucrările tatălui ei.

## Carieră
Cariera de bijutier a Palomei Picasso a început în 1968, pe când era creatoare de costume la Paris. Niște coliere din diamante artificiale, pe care le crease din pietre cumpărate de la târgurile de vechituri, au atras atenția criticilor. Încurajată de acest succes timpuriu, designerul a urmat o școlarizare formală în domeniul designului de bijuterii. Un an mai târziu, Picasso i-a prezentat primele sale eforturi prietenului său, faimosul couturier Yves Saint Laurent, care a însărcinat-o imediat să creeze accesorii pentru a însoți una dintre colecțiile sale. În 1971, lucra pentru compania grecească de bijuterii Zolotas.
În 1980, Picasso a început să creeze bijuterii pentru Tiffany & Co. din New York. În 1984 a început să experimenteze cu parfumuri, creând parfumul Paloma pentru L'Oréal. În New York Post, Picasso l-a descris ca fiind destinat „femeilor puternice ca ea”. În același an a fost produsă și o linie de cosmetice și de baie care includea loțiune de corp, pudră, gel de duș și săpun.

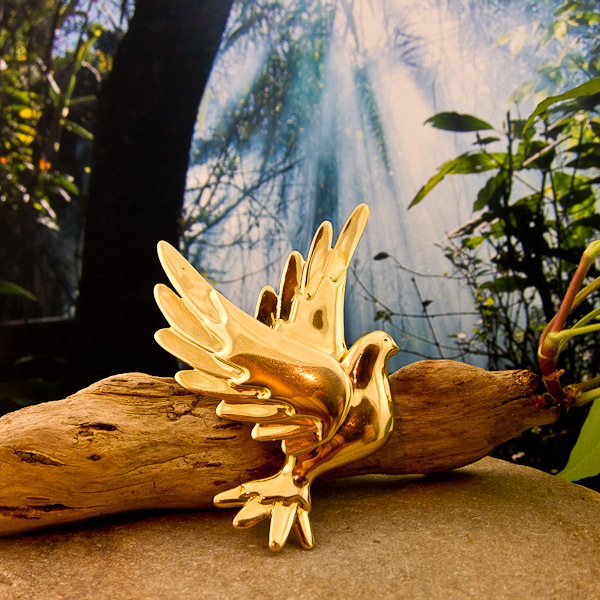
Broșă cu porumbel de Paloma Picasso și Tiffany & Co.

Două muzee americane au achiziționat lucrări ale Palomei Picasso pentru colecțiile lor permanente. La Muzeul Național de Istorie Naturală al Smithsonian Institution se află un colier de kunzite de 396,30 carate conceput de ea. Vizitatorii Muzeului Field de Istorie Naturală din Chicago pot vedea brățara ei de piatră lunară de 408,63 carate, accentuată cu fulgere de diamante.
În 1988, Picasso a fost onorată de The Fashion Group ca fiind una dintre „Femeile care au avut un impact extraordinar asupra industriei noastre”. Hispanic Designers Inc. i-a acordat premiul MODA pentru excelență în design. Din 1983, a fost membră a International Best Dressed List.
În 2010, Picasso și-a sărbătorit cea de-a 30-a aniversare cu Tiffany and Co. prin introducerea unei colecții bazate pe dragostea ei pentru Maroc, numită Marrakesh. În 2011, ea a debutat colecția Venezia, care celebrează orașul Veneția și motivele sale.

## Stil
Picasso are o pasiune pentru culoarea roșu; rujurile sale roșii au fost numite „cărțile ei de vizită” François Nars spune despre Paloma că „roșul este marca ei”. 
Fascinația ei pentru roșu a început de la o vârstă fragedă, când a început să poarte ruj roșu aprins, la vârsta de 6 ani. A devenit recognoscibilă prin rujul roșu; „profilul ei unghiular amintește de înclinațiile cubiste ale tatălui ei.” Atunci când simte că vrea să rămână incognito, pur și simplu evită să își poarte rujul roșu: „Buzele roșii au devenit semnătura mea, așa că atunci când nu vreau să fiu recunoscută, nu-l port.”

## Film
Picasso și-a pierdut pentru scurt timp interesul pentru design după moartea tatălui ei, în 1973, moment în care a jucat rolul contesei Elisabeta Báthory în filmul erotic al regizorului polonez Walerian Borowczyk, Contes immoraux (1973), primind laude din partea criticilor. De atunci nu a mai jucat.

## Viață personală
În 1978, Picasso s-a căsătorit cu dramaturgul și regizorul Rafael Lopez-Cambil (cunoscut și sub numele de Rafael Lopez-Sanchez) în cadrul unei nunți cu tematică alb-negru. Cuplul a divorțat ulterior. În 1999, Picasso s-a căsătorit cu Dr. Eric Thévenet, doctor în medicină osteopatică. Interesul lui Thévenet pentru artă și design a reprezentat o încurajare valoroasă pentru crearea colecțiilor de bijuterii ale lui Picasso. Paloma Picasso și soțul ei locuiesc în Lausanne, Elveția și în Marrakech, Maroc.